# Magazine Mieux-Être
Mieux-Être est un magazine québécois portant sur la santé, la beauté et le bien-être.

## Description
Mieux-Être est un magazine féminin distribué dans 6 000 points de vente au Québec. « Son mandat éditorial est d'«informer, inspirer et encourager nos lectrices dans leur quête d’une vie équilibrée et épanouissante. Un guide de vie pratique, rempli de conseils et de suggestions pour un art de vivre inspirant et régénérateur, et pour nourrir tant la beauté intérieure qu’extérieure. » 

## Contenu
Le magazine Mieux-Être est publié 10 fois par an par Lexis Media Inc. et se divise en 5 sections pratiques soit Santé, Forme, Beauté, Art et Psycho. Le magazine publie des conseils de spécialistes et d'experts visant à développer une plus grande vitalité et une meilleure alimentation chez ses lectrices. On y trouve également des conseils beauté et des outils pour avoir une meilleure connaissance de soi. Une section est aussi consacrée à des personnalités québécoises connues du public.

## Lectorat
Le lectorat de Mieux-Être est constitué de femmes âgées de 30 à 54 ans ayant complété des études postsecondaires. Leur grande priorité est le bien-être personnel, soit être en bonne forme physique, avoir une alimentation équilibrée et une belle tranquillité d’esprit.